# Сопот (Стрыйский район)
Сопот (укр. Сопіт) — село в Сколевской городской общине Стрыйского района Львовской области Украины.
Население по переписи 2001 года составляло 722 человека. Занимает площадь 1,81 км². Почтовый индекс — 82612. Телефонный код — 3251.

## История
С селом связан эпизод из жизни нацистского преступника Питера Ментена. В 1937 году Питер Ментен получил польское гражданство. Он купил землю в селе Сопот рядом с городом Стрый, в 1938 году в результате судебной тяжбы приобрел собственность в селе Подгородцы. Ментен был участником множества судебных споров, приобретая землю и недвижимость, включая принадлежащую когда-то княгине Любомирской. Длительные судебные процессы и скандалы с его участием широко освещались во львовской прессе.